# Диас, Аледмис
Аледмис Диас Серрано (исп. Aledmys Díaz Serrano; 1 августа 1990, Санта-Клара) — кубинский бейсболист, игрок клуба Главной лиги бейсбола «Окленд Атлетикс». Выступает на позиции аутфилдера. Играл за клуб Кубинской национальной серии «Наранхас де Вилья-Клара», в 2012 году во время международного турнира в Нидерландах сбежал из расположения национальной сборной. Участник Матча всех звёзд Главной лиги бейсбола 2016 года. Победитель Мировой серии 2022 года в составе клуба «Хьюстон Астрос».

## Биография

### Ранние годы и начало карьеры
Аледмис Диас родился 1 августа 1990 года в Санта-Кларе. Спортивную карьеру начал в составе клуба Кубинской национальной серии «Наранхас де Вилья-Клара», за который играл с 2007 по 2012 год. В последнем сезоне своей карьеры на Кубе Диас отбивал с показателем 31,5 %, выбил 12 хоум-ранов и украл 11 баз. Он входил в состав национальной сборной на нескольких международных турнирах, в 2010 году играл на студенческом чемпионате мира. В 2012 году во время международного турнира в Нидерландах Диас сбежал из расположения команды и уехал в Мексику. В течение следующих двух лет он проживал в Мехико.
Сразу же подписать контракт с одним из клубов Главной лиги бейсбола Диасу не удалось. В начале 2013 года при подаче документов для получения статуса свободного агента он указал своей датой рождения 8 января 1990 года. Действовавшие на тот момент правила разрешали клубам без ограничений приглашать кубинских бейсболистов, которым уже исполнилось 23 года. По официальным же документам Диас ещё не достиг этого возраста. Лигой было проведено расследование по данному вопросу. Скорее всего, это была просто канцелярская ошибка, связанная с разным форматом записи дат, но руководство лиги запретило игроку подписывать контракт до 2014 года. В марте 2014 года он заключил четырёхлетнее соглашение на сумму 8 млн долларов с «Сент-Луисом».

### Главная лига бейсбола
С 2014 по 2016 год Диас выступал за различные фарм-команды системы «Кардиналс». В основном составе клуба он дебютировал в апреле 2016 года, сразу став одним из открытий регулярного чемпионата, хотя ранее официальный сайт лиги не включал его даже в число тридцати лучших молодых игроков клуба. В первой половине сезона он сыграл 77 матчей с показателем отбивания 31,9 % и выбил 35 экстра-бейс-хитов. В июле Диаса включили в состав сборной Национальной лиги на Матч всех звёзд вместо травмированного Мэтта Карпентера. Чемпионат он завершил с эффективностью отбивания 30,0 % и занял пятое место в голосовании, определявшем лучшего новичка лиги. В следующем сезоне результативность Диаса заметно снизилась, часть чемпионата он провёл в команде AAA-лиги «Мемфис Редбердс». В декабре «Кардиналс» обменяли его в «Торонто Блю Джейс» на игрока фарм-системы Джей Би Вудмена.
В 2018 году Диас играл за «Торонто» на позициях шортстопа и игрока третьей базы. Он принял участие в 130 играх чемпионата, отбивая с показателем 26,3 %, выбив 18 хоум-ранов и набрав 55 RBI. После окончания сезона «Блю Джейс» обменяли его в «Хьюстон Астрос» на питчера Трента Торнтона. В 2019 году Диас сыграл в 69 матчах чемпионата с атакующей эффективностью 27,1 %. После окончания сезона он выиграл у клуба арбитраж, его заработная плата на следующий год составила 2,6 млн долларов. В чемпионате 2020 года из-за травмы паха он смог принять участие всего в 31 игре, но, несмотря на это, в следующем январе «Астрос» подписали с ним новый годичный контракт на 3 млн.
В 2021 году Диас из-за перелома руки пропустил два месяца чемпионата, но всё равно был одним из самых полезных и универсальных игроков «Хьюстона». В первой части сезона его показатель отбивания составлял 27,8 %, а августе и сентябре результативность постепенно снизилась. В защите он проявил себя лучше, успешно заменив на третьей базе травмированного Алекса Брегмана. В плей-офф Диас сыграл в семи матчах, выходя на поле в роли пинч-хиттера. В сезоне 2022 года он провёл 92 игры, выходя на поле на пяти различных позициях в защите и как назначенный бьющий. Вместе с командой он стал победителем Мировой серии. Отыграть чемпионат полностью ему снова не удалось из-за травм, после его завершения Диас получил статус свободного агента.
В декабре 2022 года Диас подписал двухлетний контракт на 14 млн долларов с клубом «Окленд Атлетикс».